# Samkhya Karika

La Sāṃkhya Kārikā ou Sāṃkhyakārikā (IAST ; devanāgarī: सांख्यकारिका) est un texte sanskrit d'une des six écoles de la philosophie indienne āstika ou orthodoxe composé par Īśvarakṛṣṇa, un des successeurs du sage Kapila qui est supposé avoir fondé le Sāṃkhya. Le texte, qui date de l'ère Gupta, se compose de 72 ou 73 stances en mètre āryā, selon les versions. Ce traité (śāstra) est à la base de l'école philosophique ou du point de vue (darśana) appelé Sāṃkhya.

## Datations
La seule date certaine que nous ayons est  celle de la traduction de la Sāṃkhyakārikā en chinois par Paramārtha entre 557 et 569 après notre ère, la Suvarṇasaptati (en caractère chinois : 金七十論). À titre indicatif, citons la datation des commentaires retenue par Gerald James Larson dans « History and Literature of Sāṃkhya »  : Sāṃkhyakārikā : ca. 350-450, Sāṃkhyavṛtti, Sāṃkhyasaptativṛtti et Gauḍapādabhāṣya VIe siècle, Yuktidīpikā VIIe siècle, Jayamaṅgalā VIIIe siècle, Māṭharavṛtti IXe siècle et Sāṃkhyatattvakaumudī  850 ou 975.

## Métrique
La Sāṃkhyakārikā est composée en āryā, un mètre d’origine populaire, probablement chanté, et très utilisé en poésie lyrique. Ce mètre fait partie des mètres à mores, appelés jāti, en opposition aux mètres dits vṛtta, dont le nombre de syllabes est fixe. Une more (mātrā) équivaut à une syllabe courte et une syllabe longue (c’est-à-dire soit comprenant une voyelle longue, soit précédant deux consonnes, ou encore étant à la fin d’un hémistiche) égale deux syllabes courtes. Le mètre āryā se compose de quatre groupes de mores, le premier et le troisième comprenant douze mores, le deuxième dix-huit et le quatrième quinze.

## Présentation du texte
La Sāṃkhyakārikā peut se diviser de la manière suivante:
- strophes 1 à 9 : introduction générale commençant par les trois sortes de souffrances;
- strophes 10 à 21 : les attributs de Prakṛti et de Puruṣa.
- strophes 22 à 38 : description du processus d'évolution de l'univers à partir de Prakṛti;
- strophes 39 à 51 : théorie du corps subtil et de sa composition. Enumération des composantes ;
- strophes 52 à 54 : les deux parties de la création : intellectuelle et matérielle et la prépondérance des guṇa;
- strophes 55 à 68 : description de la méthode de libération;
- strophes 69 à 72 (ou 73) : conclusion.

La Sāṃkhya-kārikā se présente elle-même comme le résumé d’un texte, aujourd’hui perdu, le Ṣaṣṭitantra, duquel elle aurait omis les exemples explicatifs et les contre-arguments des adversaires.

## Les vingt-cinq principes ou catégories de la Sāṃkhyakārikā
La Sāṃkhyakārikā dénombre et définit vingt-cinq principes subtils et grossiers qui constituent la manifestation dans son ensemble. Par ordre de production, ceux-ci se décomposent en :
- prakṛti, la matière primordiale à l'état manifesté ;
- buddhi ou mahātattva, l'intelligence discriminante ;
- ahaṃkāra, l'égo qui procède du sens du « je » (asmitā) ;
- manas, le mental ;
- les cinq jñānendriya ou les cinq organes de connaissance ;
- les cinq karmendriya ou les cinq organes d'action ;
- les cinq tanmātra ou les cinq éléments subtils ou objets de perception ;
- les cinq mahābhūta ou les cinq éléments grossiers.

Le vingt-cinquième principe est composé de puruṣa qui est indépendant des vingt-quatre autres.

## Les commentaires de la Sāṃkhya kārikā

### Commentaires de Gauḍapāda
Selon Henry Thomas Colebrooke (1765-1837), le Sāṃkhya Kārikā Bhāṣya est l'œuvre de Gauḍapāda . Rares sont les indianistes qui considèrent que ce  Gauḍapāda soit le même que le vedantin  maître de Śaṅkāra, Gauḍapāda. A. M. Esnoul  considère cette hypothèse comme fabuleuse. Gerald James Larson ne prend pas parti. Dans ce texte, comme il est d'usage dans un commentaire, chaque kārikā est commentée par l'auteur apportant ainsi des éclaircissements au texte de Ishvarakrishna.